# Živa (mytologie)

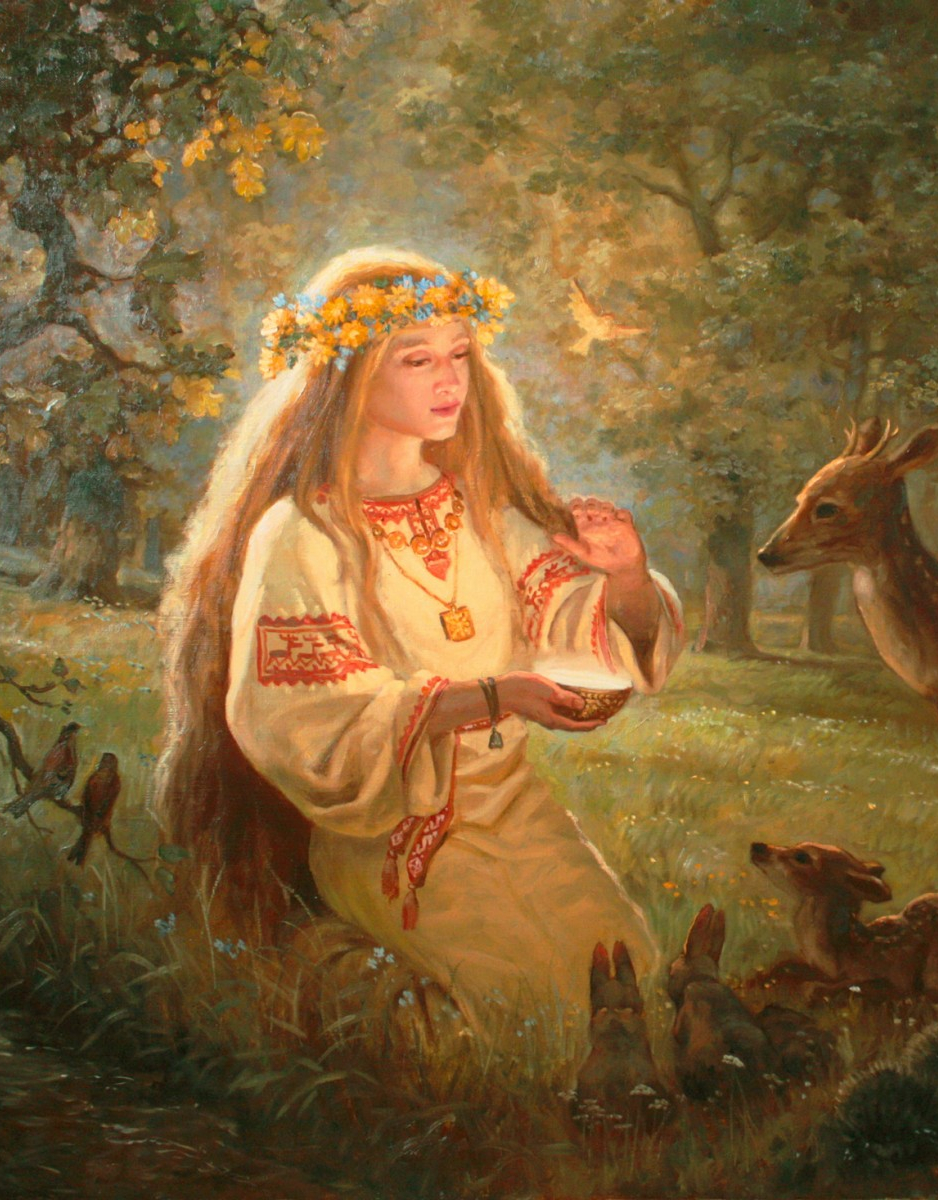
Živa od Andreje Šiškina

Živa (Siwa) je slovanská bohyně, která byla ctěna kmenem Polabanů. Jediná dobová zmínka o ní pochází z Kroniky Slovanů Helmolda z Bosau z 60.–70. let 12. století, kde je krátce zmíněna v kapitole O náboženských obyčejích Slovanů:
| „ | Venkov i města oplývaly háji i domácími bůžky a kromě nich byli prvními a předními bohy Prove, bůh oldenburské země, Živa, bohyně Polabanů, a Radegast, bůh země Obodritů. Jim byli zasvěceni kněží, úlitby a oběti a [určeny] rozmanité náboženské obřady. | “ |

## Jméno a výklad
Jméno Siwa a jeho rukopisné varianty Siwe, Silue a Syna je zpravidla vykládáno jako Živa. Tento názor zastává například Aleksander Gieysztor, Michal Téra a je připouštěn i Zdeňkem Váňou. V takovém případě by byla Živa bohyní plodnosti a úrody analogickou Mokoš. Tato dvě božstva spojuje také to, že jsou to jediné písemně doložené bohyně v prostředí polabských Slovanů, respektive východních, se známým jménem.
Naopak Lubor Niederle považuje takový výklad za nejistý ovlivněný níže uvedenou falšovanou glosou. Aleksander Brückner přepisuje jméno jako Žywia.

## Falsa, romantismus a moderní obraz

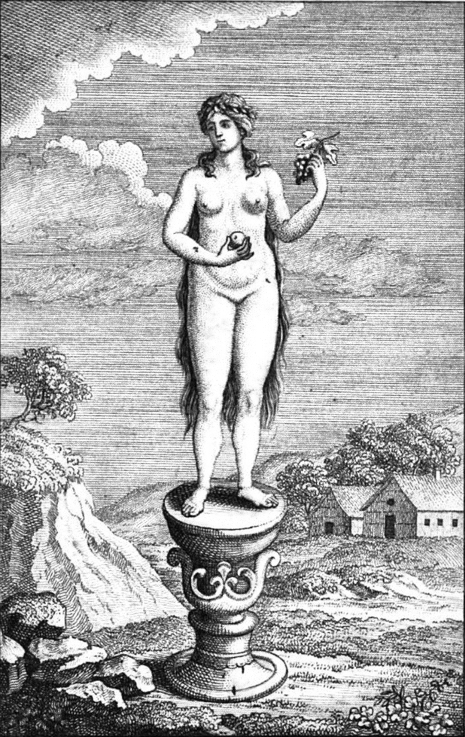
Představa bohyně Siwy, ilustrace ke knize Andreje S. Kajsarova z roku 1804

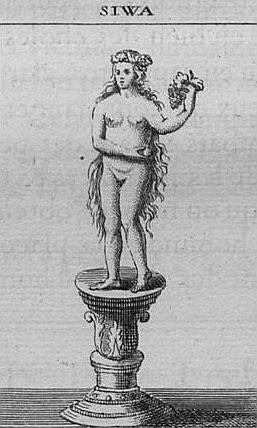
Siwa od Bernarda de Montfaucon, 1722

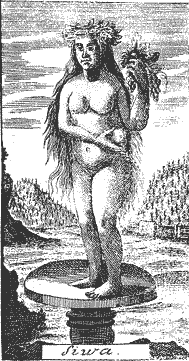
Siwa, 1740

Živa se objevuje i ve falšovaných staročeských glosách ve slovníku Mater Verborum jako Siva, dea frumenti Ceres „Živa, bohyně zrna Ceres“. Glosa je doprovázena miniaturou ženské postavy v modrém rouše s květinami v rukou a nápisem Aestas Siva „to jest Živa“. Na základě tohoto falsa byla Živa vykládána jako bohyně plodnosti, což je i dnešní běžný výklad. Zároveň však byl její kult umísťován i do Česka, rekonstruován její domnělý obraz v Ratzeburgu a  srovnávána s hinduistickým Šivou.
Roku 1839 byla také v blízkosti Vyšehradu nalezena bronzová mísa s reliéfem ženské postavy, která byla na základě ilustrace v Mater Verborum Janem Erazimem Vocelem ztotožněna s Živou. Roku 1850 byla tato „obětní mísa“ prodána za velkou částku prodána Národnímu muzeu. Brzy poté však Vocel po zhlédnutí odpovídající mísy v Linci uznal svůj výklad za mylný a datoval ji do 14. a 15. století. Od konce 70. let 19. století pak byla všeobecně uznávána i padělanost většiny glos v Mater Verborum.
Amatérský badatel Josef Růžička na počátku 20. století spojuje jméno Živa kromě života také se zemí. Zaměňuje ji též s východoslovanským Simarglem, kterého uvádí pod jménem Sim, a zmiňuje polský zdroj, který uvádí, že její chrám stál na vrchu Żywiec, kde byly první května pořádány její slavnosti.
V pohádkové knize Ivana Hudce Mýty a báje starých Slovanů se Živa objevuje jako bohyně léta a zralé plodnosti. Je znázorněna jako bohyně s dlouhými plavými vlasy a s klasy v náručí. Jako manželka boha Velese pak Živa v tomto obraze tvoří dualitu života a smrti.
Zuzana Řezáčová Lukášková srovnává Živu s archetypem bohyně matky a považuji ji za vhodnou postavu pro psychoterapeutickou práci s archetypy a s ženským cyklem.

## Żywie
Podobné jméno jako Živa má bůh Żywie zmiňovaný kronikou Historiae Polonicae Jana Długosze sepsané v letech 1455–1480 jako bůh života. Tentýž bůh je zmiňován v Kronice Polska, Litvy, Žmudě a celé Rusi Matěje Stryjkowského z roku 1582 jako bůh šumícího větru, společně s bohem jasných dní Pogodou a dalším bohem větru Pochvistem.
Obě božstva ztotožnil například Jan Hanuš Máchal, Josef Janko a Szymon Matusiak. Naopak Niederle jej po vzoru Brücknera považoval za domácí božstvo.